# Vladimir Andreevič Atlantov
Vladimir Andreevič Atlantov (in russo Владимир Андреевич Атлантов?; Leningrado, 19 febbraio 1939) è un tenore russo. Solista del Teatro Bol'šoj nel 1967-1988, artista nazionale dell'URSS (1976).

## Biografia
Cresciuto nell'ambiente operistico (il padre Andrej Petrovič era un basso e la madre Marija Aleksandrovna Elizarova era un soprano) studiò al conservatorio di Leningrado dal 1957. Nel 1962 è stato accettato al Teatro Kirov (ora denominato Teatro Mariinskij) come stagista, e nel 1963 è diventato solista di questo teatro.
Al Palais Garnier di Parigi nel 1969 è Grigori-Dimitri in Boris Godunov diretto da Gennadij Roždestvenskij con Galina Višnevskaja, Irina Archipova ed Elena Obrazcova e nel 1970 Vladimir Igorjevich ne Il principe Igor' diretto da Mstislav Rostropovič con la Višnevskaja, la Archipova e la Obrazcova.
Nel 1971 debutta al Wiener Staatsoper come Hermann ne La dama di picche con la Obrazcova nella trasferta del Teatro Bol'šoj di Mosca, nel 1973 al Teatro alla Scala di Milano come Lenkij in Evgenij Onegin con la Višnevskaja nella trasferta del Bol'šoj e nel 1993 al Metropolitan Opera House di New York come Canio in Pagliacci con Juan Pons diretto da Nello Santi.
Fu sposato con il soprano Tamara Andreevna Milaškina.

## Discografia/DVD
- Mussorgsky, Kovanchina (Vienna State Opera, 1989) - Claudio Abbado/Haugland/Atlantov, CD Deutsche Grammophon
- Mussorgsky, Kovanchina (Vienna State Opera, 1989) - Claudio Abbado/Nicolai Ghiaurov/Vladimir Atlantov/Paata Burchuladze, DVD Arthaus Musik/Naxos